# Freddy und das Lied der Südsee (Film)
Freddy und das Lied der Südsee ist ein deutscher Schlagerfilm aus dem Jahr 1962 mit Freddy Quinn in der Hauptrolle.

## Handlung
Freddy ist ein Seemann und mit einem Frachter in der Südsee unterwegs. Er erfährt, dass er ein Haus auf einer kleinen Südseeinsel erbt. Zusammen mit zwei Freunden macht er sich auf zu dem Haus. Dort muss er erfahren, dass sein Onkel in Schmuggelgeschäfte verwickelt war. Der Ganove Siebzehnstern möchte sich das Erbe einverleiben und schreckt vor nichts zurück.

## Hintergrund
Herstellungsleiter dieser Produktion war Alfred Bittins.
Freddy Quinn sang in dem Film den bekannten Titel Alo-ahe. Der Titel gehörte zu den erfolgreichsten Titeln des Jahres 1962.

## Kritik
Cinema befand: „Mit Liedern wie ‚Junge, komm bald wieder‘ bringt er die Studiodekoration zum Beben. Und selbst ein Hauch Dramaturgie segelt mit: Weil der singende Matrose zugleich ein reicher Erbe ist, wollen ihm nämlich Bösewichter an den Kragen.“
Fazit: „Hula-Hoop-Exotik vor Papp-Palmen.“

## Trivia
Mario Adorf hat einen Cameo-Auftritt, in dem er während einer Kneipenschlägerei zur Tür hineinkommt und reflexartig eine Flasche fängt, welche in seine Richtung geworfen wird, einen Schluck trinkt und die Kneipe dann wieder verlässt.